# To. Heart
To. Heart é o primeiro EP e a estréia do girl group Fromis 9 por meio da Stone Music Entertainment. O mini álbum foi lançado em 24 de Janeiro de 2018, com a faixa-título, "To Heart".

## Antecedentes
Em Janeiro de 2018, foi anunciado que Fromis 9 estrearia com seu primeiro mini-álbum após o lançamento de seu single digital de pré-estreia, "Glass Shoes", lançado em 30 de Novembro de 2017.

## Promoção
O grupo realizou um showcase especial para apresentar sua faixa-título, "To Heart", em 24 de Janeiro de 2018, o qual foi transmitido ao vivo pelo aplicativo "V Live" da Naver. Elas realizaram sua apresentação de estreia em 25 de Janeiro de 2018 no M Countdown da Mnet.

## Lista de faixas
| N.º            | Título                                                | Arranjo                 | Duração |  |
| 1.             | "The Way To Me" (나에게로 오는 길; Naegero Oneun Gil) | TAK                     | 2:11    |  |
| 2.             | "To Heart"                                            | Iggy Youngbae           | 3:09    |  |
| 3.             | "Miracle" (환상속의 그대; Hwansangsogui Geudae)       | Wonderkid BreadBeat ATM | 3:43    |  |
| 4.             | "Pinocchio" (피노키오)                                | SlyBerry 신쿵 Wonderkid | 3:20    |  |
| 5.             | "Be With You"                                         | 1Take TAK               | 3:50    |  |
| 6.             | "Glass Shoes (MAMA Ver.)" (유리구두; Yurigudu)        | Anchor                  | 3:35    |  |
| Duração total: | Duração total:                                        | Duração total:          | 19:48   |  |

## Tabelas

### Semanal
| Tabela (2018)             | Posição mais alta |
| ------------------------- | ----------------- |
| Álbuns Sul-coreanos(Gaon) | 4                 |

### Mensal
| Tabela (2018)             | Posição mais alta |
| ------------------------- | ----------------- |
| Álbuns Sul-coreanos(Gaon) | 24                |

## Histórico de lançamento
| País          | Data                  | Distribuidora                          | Formato              |
| ------------- | --------------------- | -------------------------------------- | -------------------- |
| Coreia do Sul | 24 de Janeiro de 2018 | Stone Music Entertainment CJ E&M Music | CD, download digital |
| Mundial       | 24 de Janeiro de 2018 | Stone Music Entertainment CJ E&M Music | CD, download digital |